# Kat Papachristou
Katerina Papachristou, más conocida por Kat Papachristou, es una cantautora griega integrante de la banda Tango With Lions.

## Discografía

### Álbumes de estudio
- Verba Time (2010)
- A Long Walk (2013)
- The Light (2018)[3]